# Clarissa (romance)
Clarissa é o primeiro romance do escritor brasileiro Érico Veríssimo, publicado em 1933.
Conta o despertar de uma adolescente, Clarissa, para a vida, seus sonhos e desilusões. A personagem apareceria, ainda, em mais três romances: Caminhos Cruzados, Música ao Longe e Um Lugar ao Sol.

“
 (…) Amaro caminha para o piano. Seus dedos magros batem de leve nas
teclas. Duas notas tímidas e desamparadas: mi, sol... Mas a mão tomba
desanimada. O olhar morto passeia em torno, vê as imagens familiares: a
cama desfeita, os livros da noite, empilhados sobre o mármore da mesinhade-
cabeceira, a escrivaninha com papéis em desordem; nas paredes brancas,
a máscara mortuária de Beethoven e o espelho oval por cima da pia, o
espelho que rebrilha, reflectindo na superfície lisa o semblante dum homem
triste (…)”

— Clarissa

## Enredo
Clarissa é uma jovem de treze anos, filha de fazendeiros, que vai morar na pensão da tia Eufrasina (Dona Zina) enquanto estuda em Porto Alegre. No pequeno universo da pensão onde mora, a jovem entra em contato com realidades que seu otimismo juvenil não imaginava que existissem: a infidelidade de Ondina a seu marido Barata; a deficiência física de Tonico; o sofrimento da mãe de Tonico, a pobre e trabalhadora viúva Dona Tatá; as discussões políticas de Levinsky, um judeu comunista que não perde a chance de alfinetar a religião cristã; a vizinha rica, que constrasta com a pobreza de Dona Tatá; a namoradeira amiga Dudu, vista com maus olhos por Eufrasina; e a infelicidade e as desilusões do músico Amaro, que tem grande admiração por Clarissa.